# Iditarod

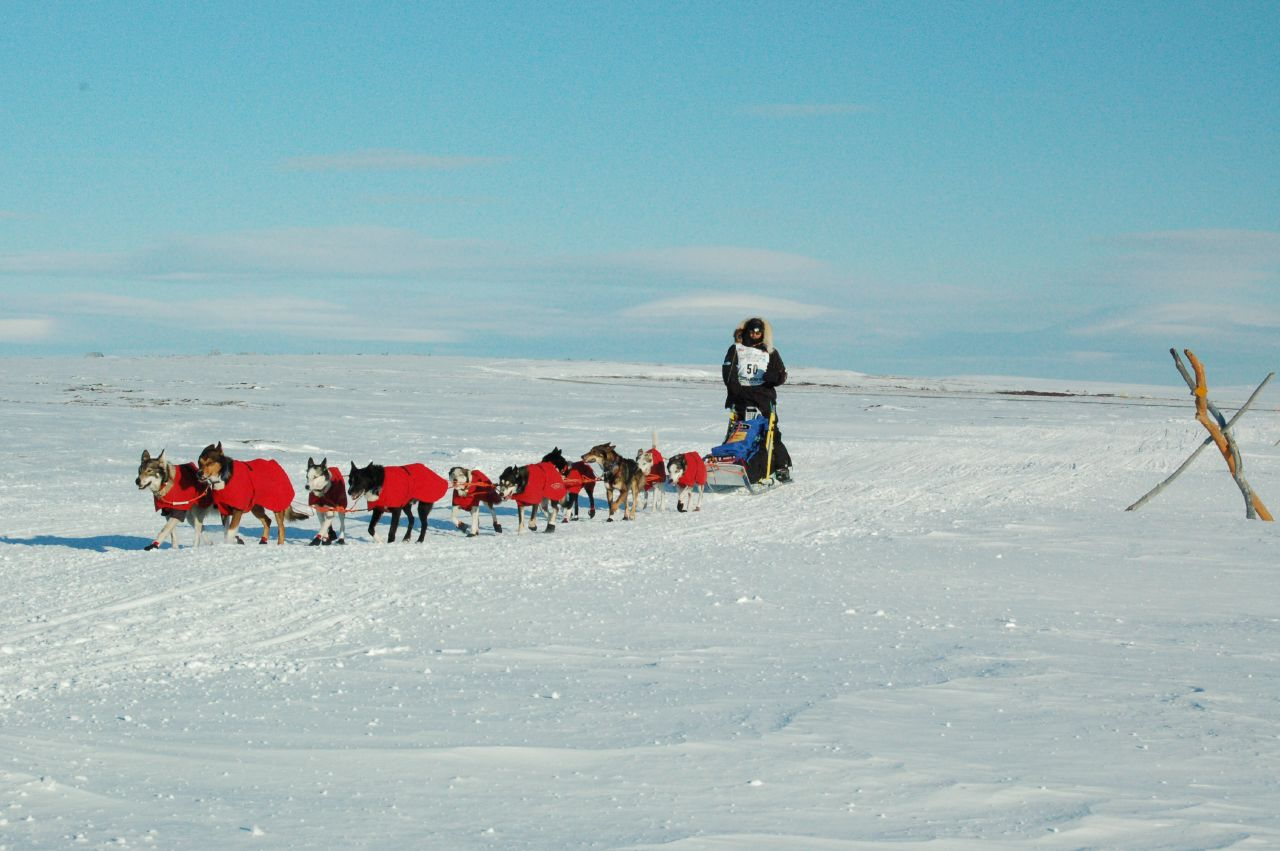
Norský jezdec Robert Sorlie na trase Iditarodu

Iditarod, celým názvem Iditarod Trail Sled Dog Race, je závod saní tažených psy, který se koná na Aljašce. Je pojmenován po legendární Iditarodské stezce spojující vnitrozemské zlatokopecké městečko Iditarod (od třicátých let opuštěné) s pobřežím Beringova moře a Aljašského zálivu. Název Iditarod znamená v jazyce domorodých Athabasků „vzdálené místo“.
Závod se jede na počest běhu se sérem do Nome.

## Pravidla
Závod začíná první sobotu v březnu slavnostním ceremoniálem v Anchorage, následujícího dne v poledne odstartují spřežení z Willow. Trasa měří přes 1800 kilometrů a má dvě větve: v liché roky se jede jižní varianta přes Anvik, v sudé severní cesta přes Nulato. Po zhruba desíti dnech dorazí závodníci do Nome. Iditarodu se účastní kolem šedesáti psích spřežení z USA, Kanady, Skandinávie i dalších zemí včetně Ruska (čukotský musher Nikolaj Ettyne) nebo Jamajky.
Na cestu se vydávají spřežení šestnácti psů, z nichž musí minimálně šest dorazit do cíle. Trasa závodu vede liduprázdnou krajinou, účastníci nedostávají od pořadatelů žádnou podporu, nocleh a stravování si musejí zajistit sami. V krutých, až sedmdesátistupňových mrazech nefungují vysílačky, takže zranění či zbloudilí závodníci mají minimální šanci na záchranu. Proto je Iditarod označován jako „poslední velký závod na Zemi“, v němž „není důležité vyhrát, ale přežít“.

## Historie
Iditarod se jede na počest události z roku 1925, kdy v Nome vypukla epidemie záškrtu. Nejbližší sérum bylo v Anchorage, ale špatné povětrnostní podmínky neumožnily jeho dopravu lodí nebo letadlem. Bylo proto rozhodnuto vyslat štafetu jezdců na saních. Balto, vůdčí pes prvního spřežení, které dorazilo do cíle, se stal národním hrdinou, v newyorském Central Parku byla odhalena jeho socha. V roce 1967 se rozhodla Dorothy Pageová uctít sté výročí připojení Aljašky k USA jízdou psích spřežení po části Iditarodské stezky. Úspěch této akce vedl v roce 1973 Joea Redingtona k vyhlášení prvního ročníku závodu napříč poloostrovem až do Nome. Startérem byl Leonhard Seppala, účastník slavné jízdy z roku 1925. V roce 1983 byly přidány další kategorie: pro chodce, lyžaře a cyklisty. Jezdí se také juniorský Iditarod na trase dlouhé okolo 400 mil.
Nejčastějším vítězem Iditarodu byl Rick Swenson, který vyhrál pětkrát: 1977, 1979, 1981, 1982 a 1991 (při prvních čtyřech triumfech byl vůdcem spřežení Andy, který je tak nejúspěšnějším psím účastníkem); v roce 1978 byl navíc aktérem nejdramatičtějšího finiše v historii závodu, kdy prohrál s Dickem Mackeyem o pouhou sekundu. Dalšími legendami závodu jsou Susan Butcherová, která dokázala zvítězit čtyřikrát (po její předčasné smrti byla první březnová sobota vyhlášena aljašským státním svátkem pod názvem Den Susan Butcherové) a nejúspěšnější Evropan, Švýcar Martin Buser (také čtyři prvenství). V roce 2011 dosáhl John Baker (eskymáckého původu) rekordního času: osm dní, 18 hodin, 46 minut a 39 sekund.
V roce 2014 Dallas Seavey překonal tento rekord o více než 5 hodin (8 dní, 13 hodin, 4 minuty a 19 sekund).
Závod byl terčem kritiky ze strany ochránců zvířat. Organizátoři přikročili ke zpřísnění pravidel (několik účastníků bylo za špatné zacházení se psy diskvalifikováno) a výsledkem je, že v letech 2010 a 2011 nezahynul při závodě jediný pes.
Iditarod inspiroval také umělce, příkladem je detektivní film Paula Schneidera Aljašský závod (v originále Murder on Iditarod Trail) nebo kniha Ann Mariah Cookové Po zavátých pláních (vyšla i česky).
Na stejné trati se každý rok týden před závodem koná jeden z nejextrémnějších zimních ultramaratonů na světě – Iditarod Trail Invitational. Účastníci jej absolvují pěšky, na lyžích nebo na kole. Závodu se zúčastnili dva Češi. V roce 2007 to byl Jan Kopka, který na kole vyhrál a své zážitky popsal v knize Ve spárech Aljašky. V roce 2012 dojel na 2./3. místě, také na kole, Pavel Richtr.